# Termocomformació

'La termocomformació en la indústria dels plàstics i el cautxú és una tècnica a la qual s'obliga una làmina calenta de polímer a adoptar la forma d'un motlle obert.
El procés consta de dues fases: l'escalfament i el conformat.
Els principals mètodes de deformació de la làmina són:
- Termoconformat al buit.
- Termoconformat mecànic.
- Termonformat a pressió.

S'utilitza per a l'elaboració d'embalatges, així com banyeres i revestiments interns per les neveres.